# Завгаев, Доку Гапурович
Доку́ Гапу́рович Завга́ев (чечен. Завгаев Докка ГӀапурович; род. 22 декабря 1940, село Бено-Юрт, Чечено-Ингушская АССР, РСФСР, СССР) — российский государственный и политический деятель, дипломат, в прошлом — советский партийный функционер. Кандидат экономических наук.

## Биография
Родился в многодетной чеченской крестьянской семье. Выходец из тайпа Гендарганой, его мать принадлежала к тайпу Беной. 23 февраля 1944 года семья Завгаевых со всеми другими чеченцами была депортирована в Среднюю Азию и попала в посёлок Токаревка Тельманского района Карагандинской области.
После возвращения в Чечено-Ингушетию Доку Завгаев начал трудовую деятельность, устроившись работать учителем начальных классов средней школы в родном селе (1958—1961).
С 1962 до 1971 года трудился на сельскохозяйственном производстве в совхозе «Знаменский» Надтеречного района, последовательно выполняя обязанности слесаря, механика, главного инженера, и наконец — директора предприятия.
В 1966 году окончил Горский сельскохозяйственный институт по специальности «инженер-механик сельскохозяйственного производства», в 1984 году — Академию общественных наук при ЦК КПСС.
В 1971—1972 годах — председатель Надтеречного райисполкома.
В 1972—1975 годах возглавлял республиканское объединение совхозов.
В 1975—1977 годах занимал пост министра сельского хозяйства Чечено-Ингушской АССР.
В 1977—1991 годах находился на партийной работе. Исполнял обязанности заведующего сельхозотделом обкома КПСС, а затем секретаря Чечено-Ингушского обкома партии, с 1978 года — секретарь, а с 1983 года — второй секретарь Чечено-Ингушского обкома КПСС, курировал вопросы сельского хозяйства.
В 1983 году защитил кандидатскую диссертацию по теме «Агропромышленная интеграция и учет её региональных особенностей при реализации Продовольственной программы».
В июле 1989 года на альтернативной основе был избран первым секретарем Чечено-Ингушского республиканского комитета КПСС .
В марте 1990 года был избран народным депутатом РСФСР. Являлся членом Совета Национальностей Верховного Совета РСФСР. С июля 1990 до запрета партии в ноябре 1991 — член ЦК КПСС.
С марта 1990 по 6 сентября 1991 года занимал пост председателя Верховного совета Чечено-Ингушской АССР. Ушел в отставку под давлением сторонников ОКЧН.
Во время событий 19-22 августа 1991 года в Москве занимал выжидательную позицию, что не спасло его от обвинений в поддержке ГКЧП. Комиссия Госдумы по исследованию событий в Чечне не нашла подтверждений, что Верховный Совет Чечено-Ингушетии или его председатель выступали в поддержку вице-президента СССР Геннадия Янаева.
В 1991—1995 годах жил и работал в Москве, в Верховном Совете РСФСР возглавлял подкомиссию по проблемам республик Северного Кавказа, занимал должность завотделом в Управлении по работе с территориями Администрации Президента РФ.
В марте 1995 года вошёл в состав Комитета национального согласия Чечни, в октябре — возглавил Правительство национального возрождения, в ноябре был утвержден бывшим Верховным Советом упраздненной Чечено-Ингушетии в должности премьер-министра — главы Чечни.
В декабре 1995 года был избран на пост главы Чеченской Республики (получил 95 % голосов избирателей).
В августе 1996 года после захвата боевиками Грозного покинул Чечню. После отъезда из республики и подписания Хасавюртовских соглашений продолжал исполнять обязанности главы Чечни в составе России до 15 ноября 1996 года.
Был членом Совета Федерации от Чеченской Республики с января 1996 года по май 1998 года. В Совете Федерации был членом комитета по международным делам.
- С 14 марта 1997 по 17 февраля 2004 года — чрезвычайный и полномочный посол Российской Федерации в Объединенной республике Танзания[20][21].
- В феврале 2004 года был назначен заместителем министра иностранных дел Российской Федерации, курировал административно-хозяйственные и финансовые вопросы[22][23].
- С августа 2004 по 23 сентября 2009 года — генеральный директор МИД России (должность, введённая в структуре министерства после реорганизации, по «широкому кругу вопросов, связанных с обеспечением работы центрального аппарата и загранучреждений»)[23][24][25].
- С 23 сентября 2009 по 18 ноября 2019 года — чрезвычайный и полномочный посол Российской Федерации в Республике Словении[26][27].

## Семья
Женат, имеет трёх дочерей. Родные братья: 
- Ахмар Завгаев — депутат Государственной Думы IV и V созывов.
- Ахмед Завгаев — бывший глава администрации Надтеречного района Чеченской Республике, был убит в результате теракта в сентябре 2002 года[28]. Ему было присвоено звание Герой Российской Федерации (посмертно).

## Награды
- Орден «За заслуги перед Отечеством» III степени (20 июля 2020) — за большой вклад в реализацию внешнеполитического курса Российской Федерации и многолетнюю дипломатическую службу[29]
- Орден «За заслуги перед Отечеством» IV степени (8 сентября 2015) — за большой вклад в реализацию внешнеполитического курса Российской Федерации и многолетнюю добросовестную работу[30]
- Орден Почёта (21 декабря 2005) — за большой вклад в реализацию внешнеполитического курса Российской Федерации и многолетнюю добросовестную работу[31]
- Орден Дружбы (25 августа 2008) — за большой вклад в подготовку и проведение Года России в Китае и Года Китая в России[32]
- Два ордена Трудового Красного Знамени[3]
- Орден «Знак Почёта»[3]
- Юбилейная медаль «За доблестный труд. В ознаменование 100-летия со дня рождения Владимира Ильича Ленина»[3]
- Почётная грамота Президента Российской Федерации (23 декабря 2010) — за большой вклад в реализацию внешнеполитического курса Российской Федерации и продвижение российских интересов в отношениях с Республикой Словенией[33]
- Благодарность Президента Российской Федерации (7 апреля 2017) — за большой вклад в укрепление российско-словенских отношений, участие в реализации совместных военно-мемориальных проектов на территории Словении, активную работу по сохранению и популяризации культурного и исторического наследия России[34]
- Благодарность Президента Российской Федерации (12 августа 1996) — за активное участие в организации и проведении выборной кампании Президента Российской Федерации в 1996 году[35]

## Дипломатический ранг
Чрезвычайный и полномочный посол (27 июня 1998)